# Char M3 Stuart
Cet article concerne le char léger. Pour le char moyen, voir Char M3 Lee. Pour pour le half-track, voir M3 Half-track.
Pour les articles homonymes, voir M3 et Stuart.
Le char M3 Stuart (ou Light Tank M3) est un char léger produit par les États-Unis au cours de la Seconde Guerre mondiale et aussi utilisé par les forces britanniques et du Commonwealth. Son surnom de General Stuart ou simplement Stuart lui a été donné par les Britanniques en hommage au général J.E.B. Stuart de la guerre de Sécession. Certaines troupes utilisaient le terme non officiel de Honey alors que les Américains gardaient la désignation officielle Light Tank M3.

## Histoire
Observant le déroulement des événements de la guerre en Europe, les concepteurs de chars américains se sont rendu compte que les chars M2 étaient obsolètes et ont décidé de les améliorer. La nouvelle conception, avec un meilleur blindage, une suspension modifiée et un nouveau système de recul du canon fut désignée Light Tank M3. La production du véhicule commença dès mars 1941 et continua jusqu'en octobre 1943. Comme le M2A4, son prédécesseur direct, le M3 était armé d’un canon de 37 millimètres modèle M5 et de trois ou cinq mitrailleuses Browning M1919A4 cal 30 (7,62 mm).
Les premiers M3 étaient motorisés par des moteurs dérivés de l’aéronautique. Pour privilégier la livraison de ces derniers pour l’aviation, il fallut opter pour un nouveau bloc. Le choix se porta sur le montage de deux moteurs jumelés d’origine Cadillac. Le nouveau modèle (appelé M4 mais rebaptisé M5 pour éviter la confusion avec les M4 Sherman) a également reçu une coque remodelée avec des plaques de blindage inclinées et le déplacement des trappes d’accès du conducteur sur le dessus de la coque. Bien que la principale critique remontant des unités employant les Stuart était son manque de puissance de feu, la série des M5 gardait le même canon de 37 mm. Le M5 a graduellement remplacé le M3 dans la production à partir de 1942 et fut remplacé par le M24 Chaffee fin 1944.

## Comportement au combat

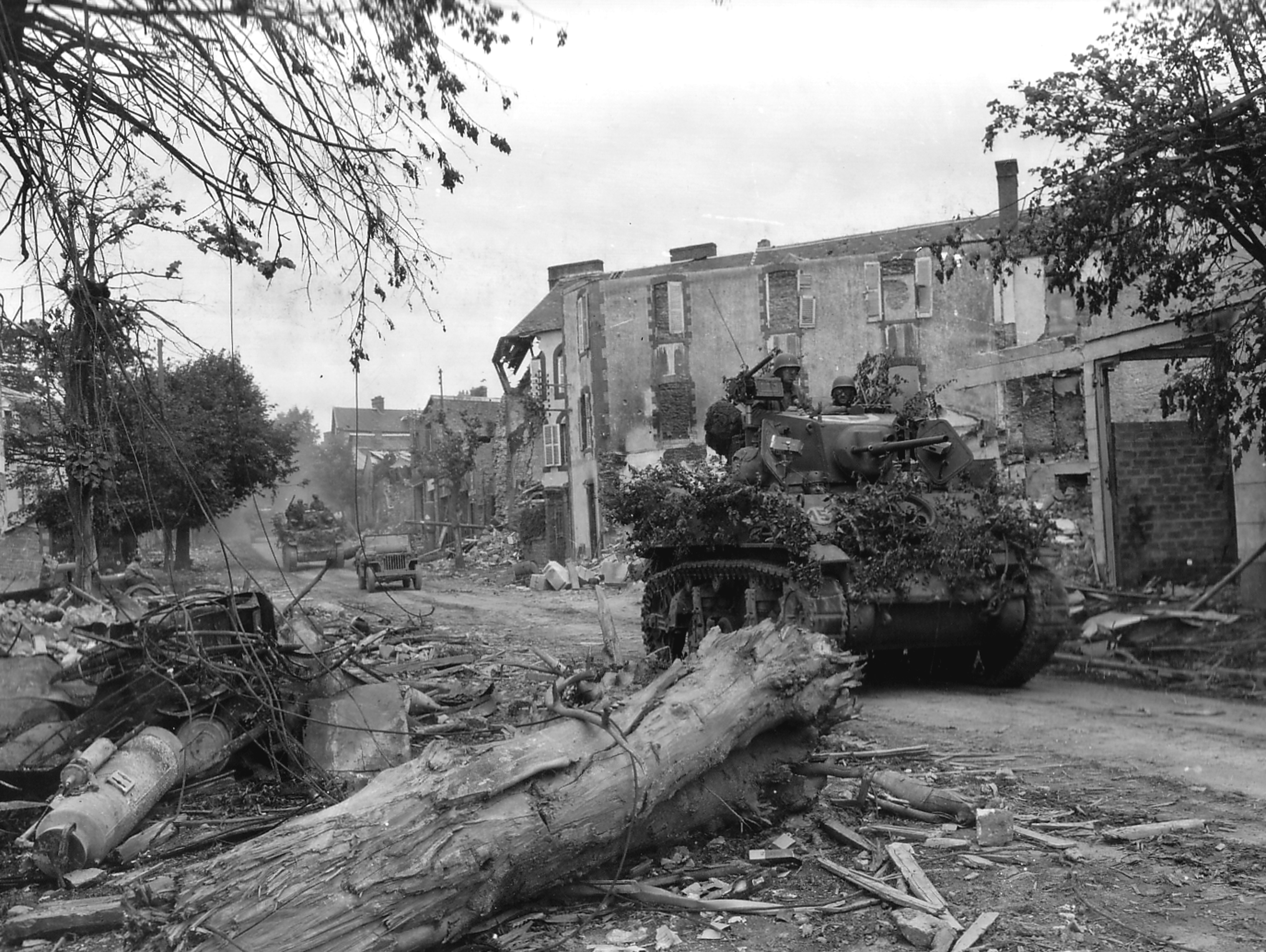
M5 à travers les routes de Coutances.

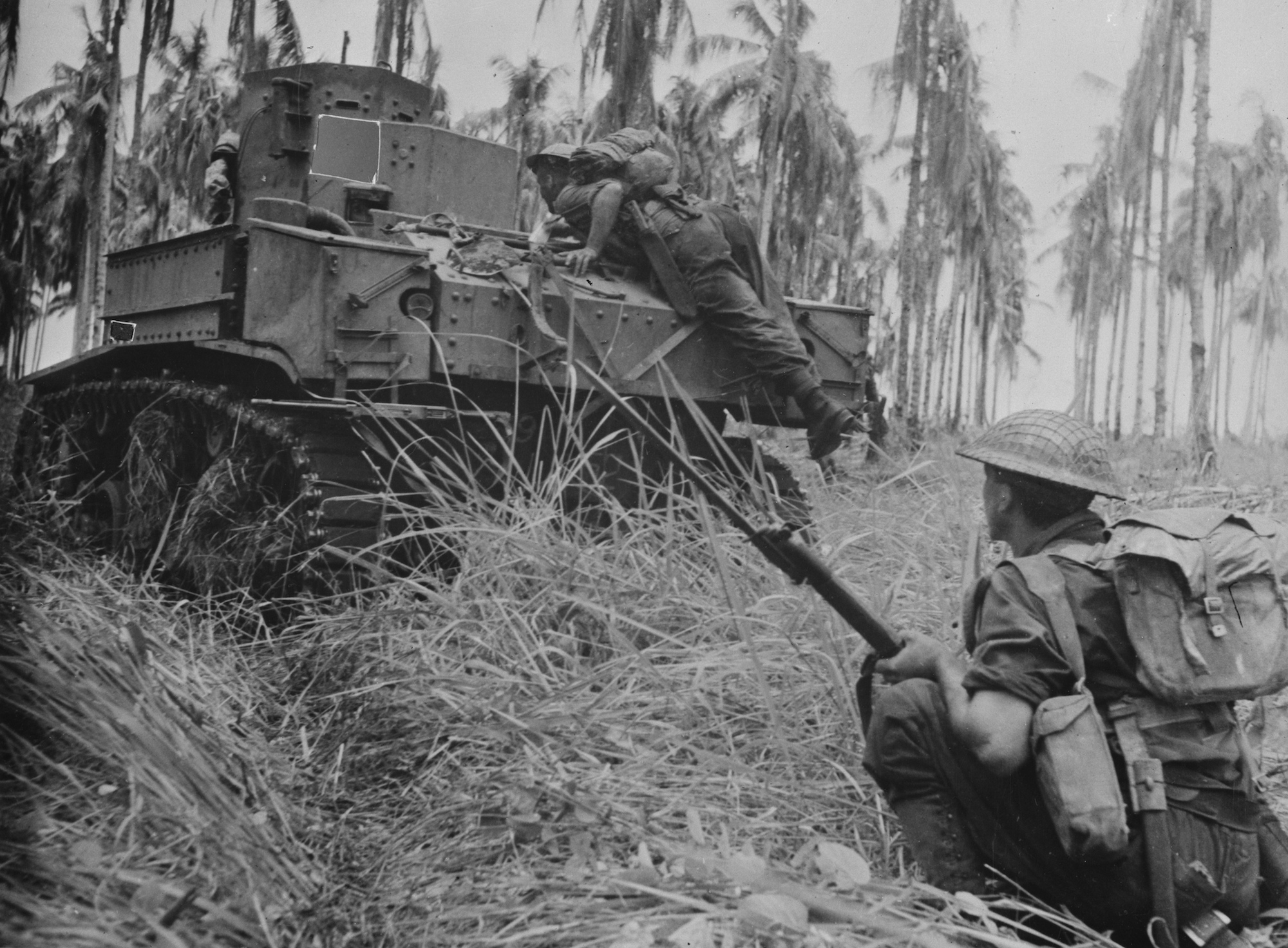
Stuart I australien au cours de la bataille de Buna.

La British Army fut la première à employer des M3 au combat. En novembre 1941, quelque 170 Stuart ont participé à l’opération Crusader. Les résultats furent, la plupart du temps, très décevants. Les pertes élevées des unités équipées de Stuart pendant l'opération étaient principalement dues à la supériorité tactique, militaire et matérielle des troupes de l’Afrika Korps. Cette opération montra que les M3 étaient inférieurs aux blindés ennemis. Les principales critiques portaient sur le canon de 37 mm M5 qui se révéla bien trop faible sur le front en 1941 et le mauvais agencement de l’espace intérieur de la coque. La tourelle, étudiée pour deux hommes seulement, était un point faible significatif et, d'ailleurs, quelques unités britanniques essayèrent de combattre avec trois hommes dans celle-ci. Du côté positif, les équipages appréciaient sa rapidité et sa fiabilité mécanique, et l’indiquèrent par le surnom affectif de Honey. Sa fiabilité et sa vitesse élevée distinguaient les Stuart des modèles anglais de cette période.
De l'été 1942, à l’arrivée en grand nombre de chars moyens (M3 Lee et M4 Sherman), les Britanniques utilisaient leurs M3 principalement pour la reconnaissance. La tourelle fut enlevée sur quelques chars pour diminuer le poids total et ainsi améliorer la vitesse et l’autonomie de ces engins. Ils sont connus sous le nom de  Stuart Recce. Quelques autres ont été convertis en transports de troupes blindés et ont été désignés Stuart Kangaroo. D’autres furent convertis en char de commandement avec des radios améliorées. Les M3, M3A3, et M5 ont continué à être utilisés par les Britanniques jusqu'à la fin de la guerre. À noter toutefois que les divisions blindées britanniques possédaient moins de chars que leurs homologues américaines.
Grâce à la loi du prêt bail, des M3 furent livrés à l’Armée rouge qui le trouva inefficace car peu armé, peu blindé et trop sensible à la qualité de carburant disponible. Le moteur du char étant un dérivé d’une version destinée à l’aéronautique, il nécessitait un indice d'octane élevé. Toutefois le M3 était supérieur aux autres chars légers soviétiques du début de la guerre tels que les T-60. En 1943, l’Armée rouge essaya des M5 et constata que cette amélioration n’était pas suffisante. Étant moins désespérés qu'en juin 1941, les Soviétiques ont finalement rejeté l’offre américaine de livraison de M5. Les M3 livrés ont continué leur service actif en URSS jusqu'en 1944.
Dans l’armée américaine, les M3 connurent leur baptême du feu aux Philippines. Un petit nombre combattit au cours de la campagne de la péninsule de Bataan. Lorsque l'armée américaine rejoignit le front occidental de la guerre du Désert en Afrique du Nord, vers la fin de 1942, les forces blindées des États-Unis étaient constituées en grande partie de Stuart. Après la désastreuse bataille de Kasserine (en Tunisie) , où les M3 et M5 firent face aux panzers allemands tels que les Panzerkampfwagen IV et Tigres, les États-Unis adoptèrent rapidement la tactique britannique, en supprimant les bataillons de Stuart et en les intégrant à des bataillons de chars moyens, pour remplir des tâches de reconnaissances. Ainsi, jusqu'à la fin de la guerre, les bataillons de chars américains allaient être constitués de trois compagnies de chars moyens et d’une de M3 (ou de M5).
Sur le front européen, les M3 ont été cantonnés à des rôles secondaires puisqu'ils étaient inférieurs à tout autre véhicule blindé ennemi. Le seul front où les M3 et M5 n’étaient pas encore dépassés était celui du Pacifique car l'empire du Japon ne disposait que d’une très faible quantité de blindés et ces derniers n’étaient pas en mesure de rivaliser avec le matériel américain. De plus, les soldats japonais n’avaient pas d’équipement antichar efficace et attaquaient les blindés alliés en les encerclant. Ainsi, avec cette tactique, les M3/M5, n’étaient pas plus vulnérables que les autres chars plus lourds.
Cependant, le nombre de M3/M5 produit était si grand (plus de 25 000 comprenant aussi les Howitzer Motor Carriage M8), qu’ils restèrent en service actif jusqu'à la fin de la guerre. En plus des États-Unis, du Royaume-Uni et de l'URSS, il a été également employé par la France (Guerre d'Indochine), la Chine et les partisans de Tito en Yougoslavie (surtout des M3A3 et peu de M3A1).
Après la guerre, quelques pays ont choisi d’équiper leurs armées de Stuart bon marché et fiables. Des M5 jouèrent un rôle important au cours de la Première Guerre indo-pakistanaise en 1947 entre l'Inde et le Pakistan, y compris à la bataille du passage de Zoji à une altitude de presque 4 000 m. Ces véhicules sont restés en service dans plusieurs pays sud-américains au moins jusqu’en 1996.

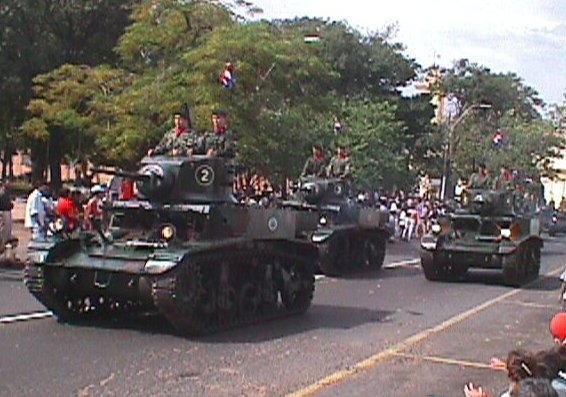
Des M3 de l’armée du Paraguay lors d'un défilé en 2002.

Au cours des années 1960 et 1970, l'armée portugaise en a également employé en Angola, où les possibilités tout terrain (comparées aux véhicules à roues) et la puissance du feu du Stuart ont été considérablement appréciées.
En octobre 2015, le Paraguay remet en service quatorze M3 remotorisés avec des moteurs diesel et armés de Browning M2 de cal. 12,7 × 99 mm OTAN, 4 étant en réserve et servant de stocks détachés pour des opérations de lutte antiguérilla contre l'Armée du peuple paraguayen dans le nord de son territoire. Les 14 M3 ainsi que les 3 chars M4 Sherman dans ce pays sont finalement retirés entre avril et août 2018.

## Protection
Avec 12,7 tonnes, le M3 Stuart est plutôt lourd comparé à la plupart des chars occupant la même fonction de reconnaissance, en raison d'un blindage plutôt épais. Sa protection frontale de 25 mm permet d'arrêter les balles des armes légères telles celles des mitrailleuses de 6,5 mm ou 7,7 mm. Même certaines mitrailleuses lourdes japonaises de 13 mm n'ont pas pu perforer le blindage du M3. La seule arme qualifiée de légère pouvant transpercer le blindage du Stuart serait le fusil antichar Type 97, dont la cartouche pourvue d'un noyau en acier durci (à 793 m/s) peut transpercer 30 mm d'acier à 250 m de distance. Seule la caisse semble invulnérable avec ses 44 mm. Malgré une bonne protection, sa motorisation essence est souvent prompte à s'enflammer en cas d'impact ou de problèmes internes.

## Mobilité

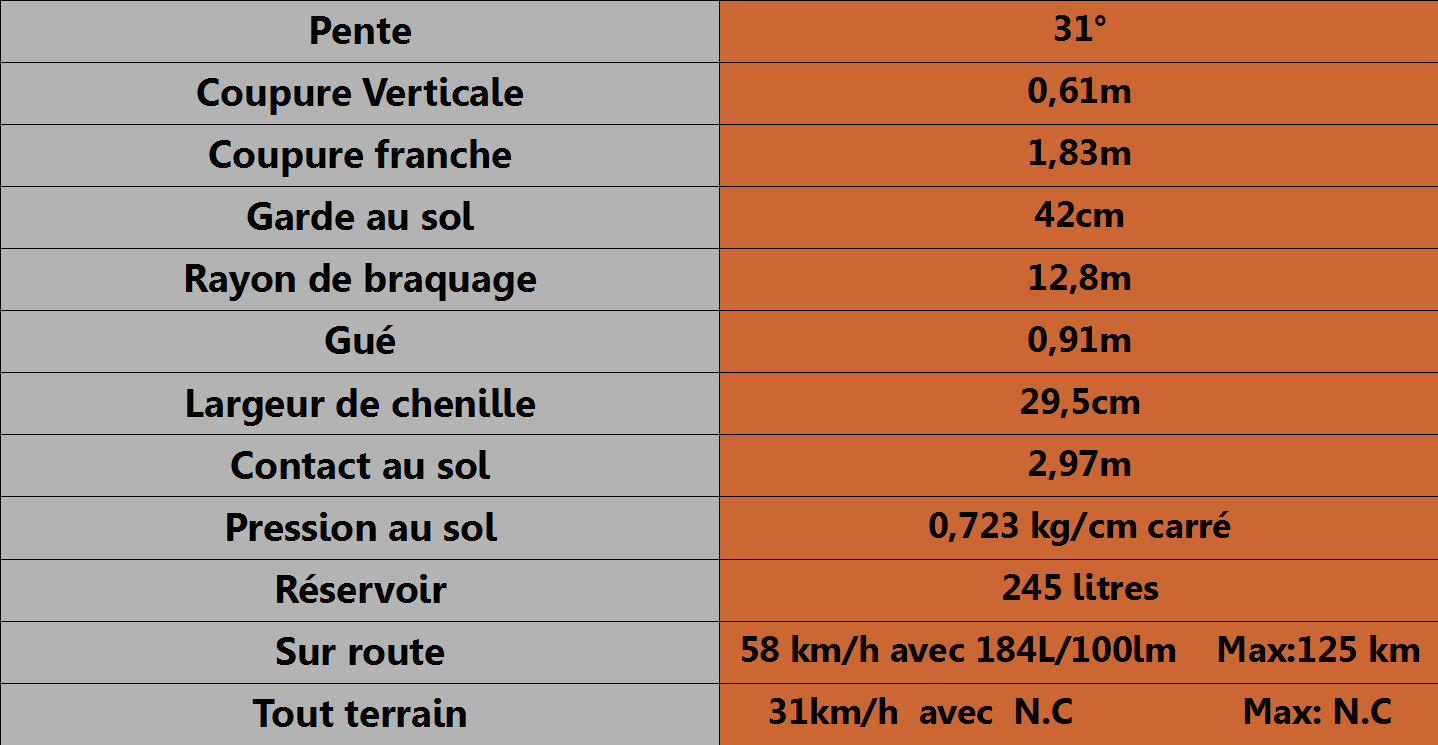
Mobilité du Stuart et caractéristiques techniques

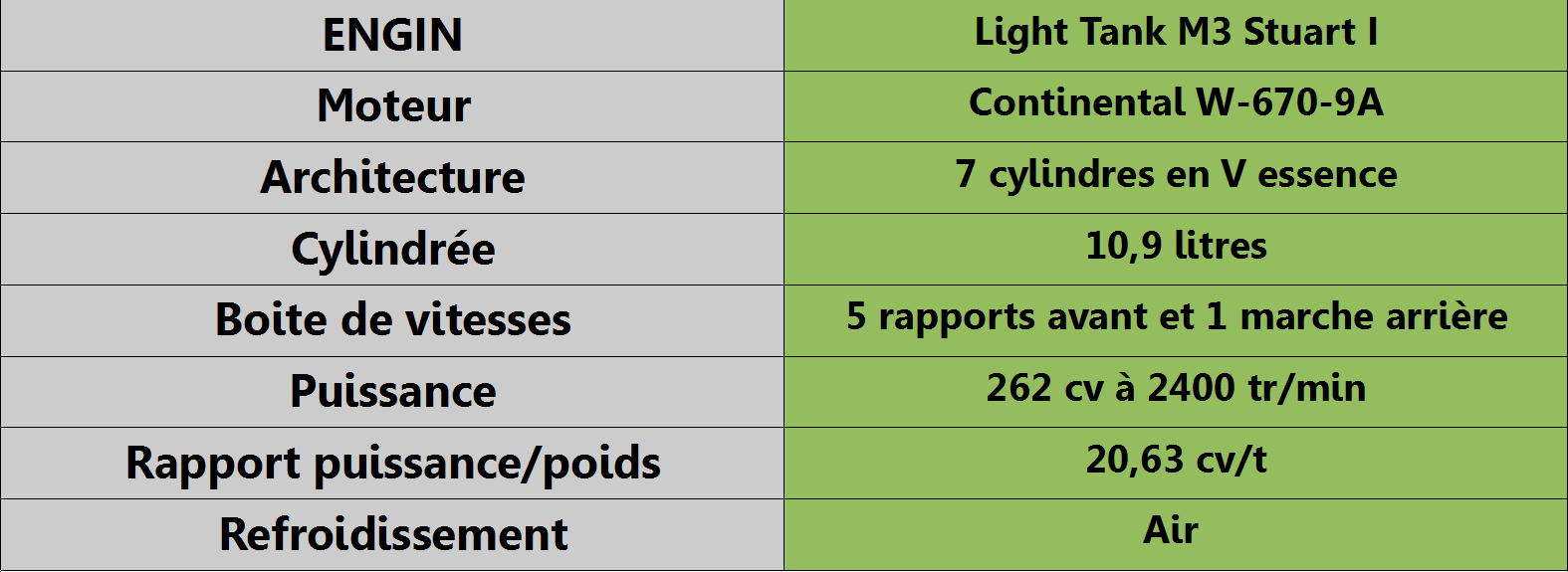
Motorisation du M3 Stuart

Le Stuart est équipé d'un moteur 7 cylindres en étoile Continental W-670-9A de 262 chevaux (à 2 400 tr/min). Il atteint un rapport puissance/poids d'environ 20,63 ch/t, rapport tout à fait honorable qui lui donne une très bonne mobilité et réactivité, sur route comme en tout terrain. Grâce à une boîte de transmission dotée d'un rapport supplémentaire (5 rapports au total), il possède de meilleures accélérations, des reprises plus consistantes et atteint sa vitesse maximale plus rapidement. Dérivé d'un moteur d'aviation, le bloc américain essence est très gourmand et ne laisse un rayon d'action que de 133 km sur route. En tout terrain, la consommation du Continental n'est pas connue mais le Stuart ne doit pas dépasser les 100 km d'autonomie malgré des réservoirs importants (245 litres). Ses chenilles larges de 25,1 cm lui donnent une pression massique de 0,723 kg/cm2. Le Stuart tourne avec un rayon de braquage de 12,8 m. Le système Vertical Volute Spring du train de roulement lui donne plus grande facilité dans les pentes et dans les endroits à fort dénivelé.

## Puissance de feu

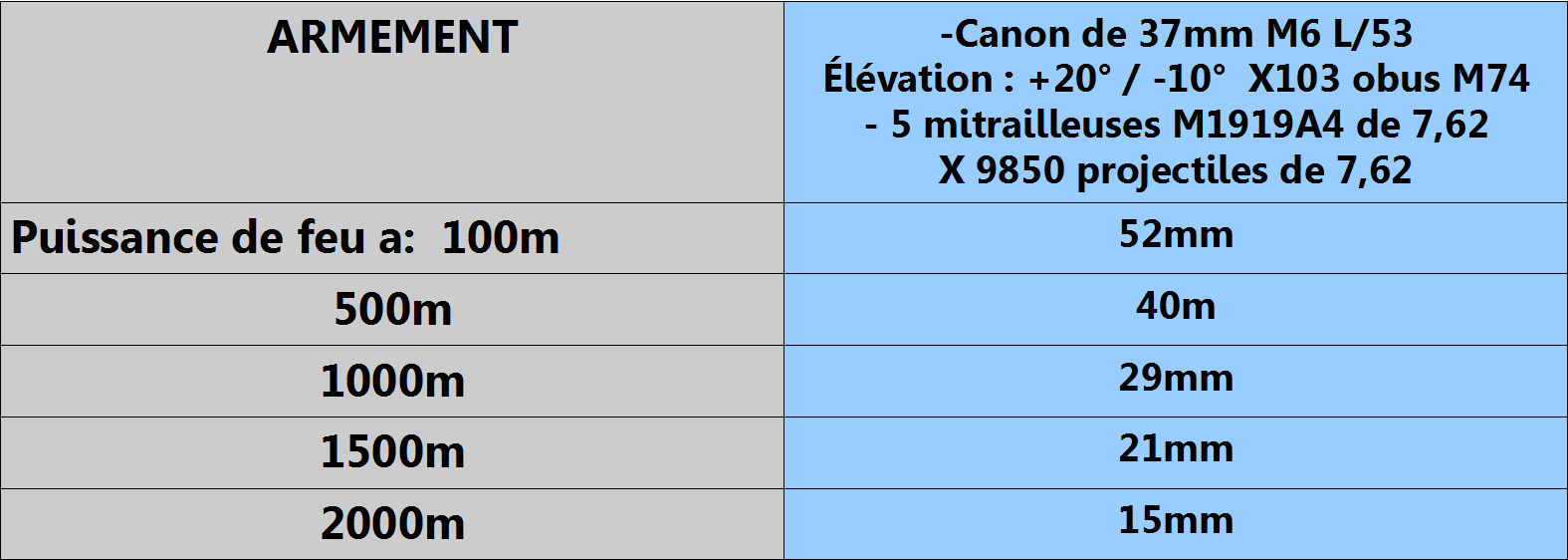
Pénétration des obus du M3 Stuart jusqu’à 2000 m

Le M3 Stuart est équipé d'un tube 37 mm M6 L/53 (long de 1,96 m, gage d'une haute vitesse initiale). Il parvient à percer, à la portée maximale (2 000 m), presque 15 mm d'acier grâce à sa munition M74 Shot (Armor Piercing) sous un angle de 30°. C'est une charge incendiaire qui permet à cette munition une bonne puissance à distance. Le gyrostabilisateur installé dans la cabine du char pour faciliter le pointage aurait pu être un avantage pour le blindé mais son fonctionnement est archaïque, le pointage se faisant par les épaules du tireur fixées à l'arme par l'intermédiaire d'un appui rembourré. Cet équipement ne corrige que les oscillations verticales et impose au servant de monter et descendre pour suivre les mouvements du blindé. Peu apprécié, il était régulièrement débranché. Le partage des tâches est par contre bien réparti à l'intérieur du char, avec un équipage de 4 hommes ; chef de char, tireur, pilote et copilote. Le char américain peut, en cas de charge d'infanterie, utiliser une munition Canister M2. Comparable à une grosse cartouche de fusil de chasse, la M2 contient 122 billes d'acier au pouvoir particulièrement meurtrier. Concernant la dotation en munitions, le M3 possède une bonne autonomie, avec 103 projectiles de 37 mm et 9 850 cartouches de 7,62 mm pour les 5 mitrailleuses M1919A4 du char.
Des 5 mitrailleuses, une est destinée à la défense antiaérienne et peut engager l'infanterie, une est coaxiale, une autre est placée en caisse, et les deux dernières sont installées dans les ailes, en arrière des deux membres d'équipage assis dans la caisse. Ces armes tirent vers l'avant et sont dirigées à l'aide d'une commande à distance. Peu pratiques à utiliser, ces deux dernières ont toutefois été supprimées sur les modèles ultérieurs.

## Variantes

### Versions

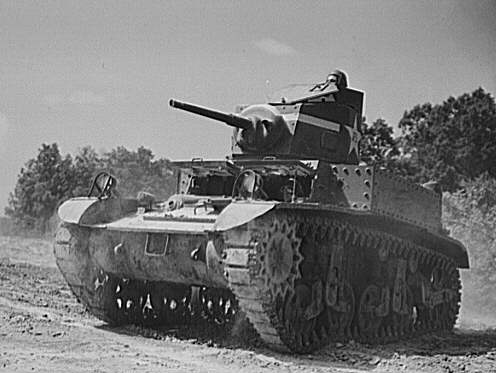
M3 à Fort Knox en 1942.

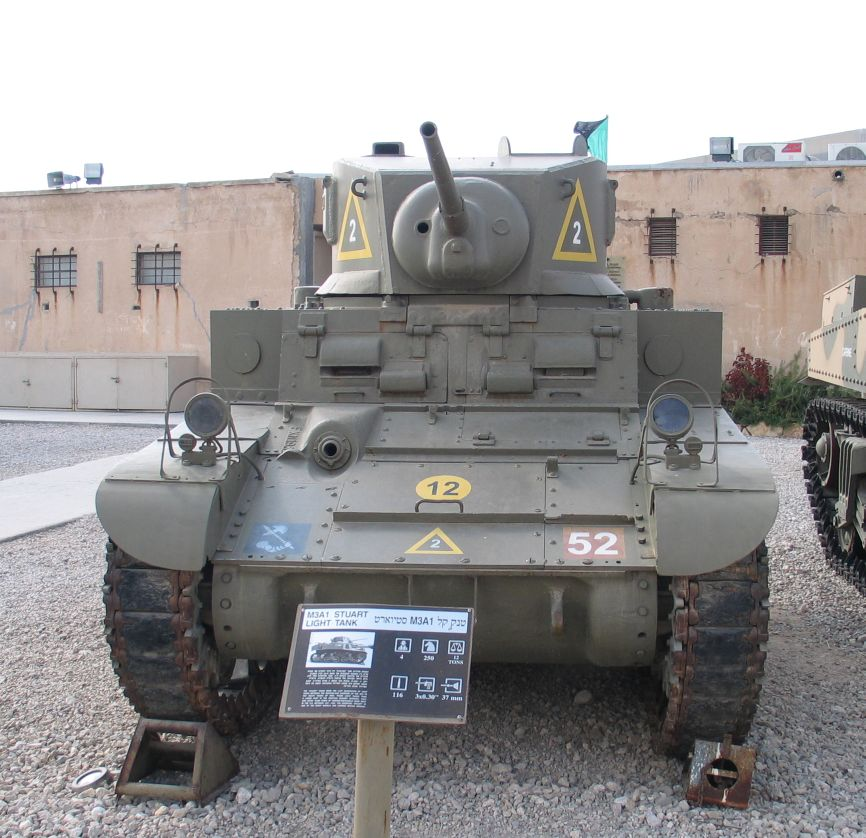
M3A1 au musée de Yad La-Shiryon en Israël.

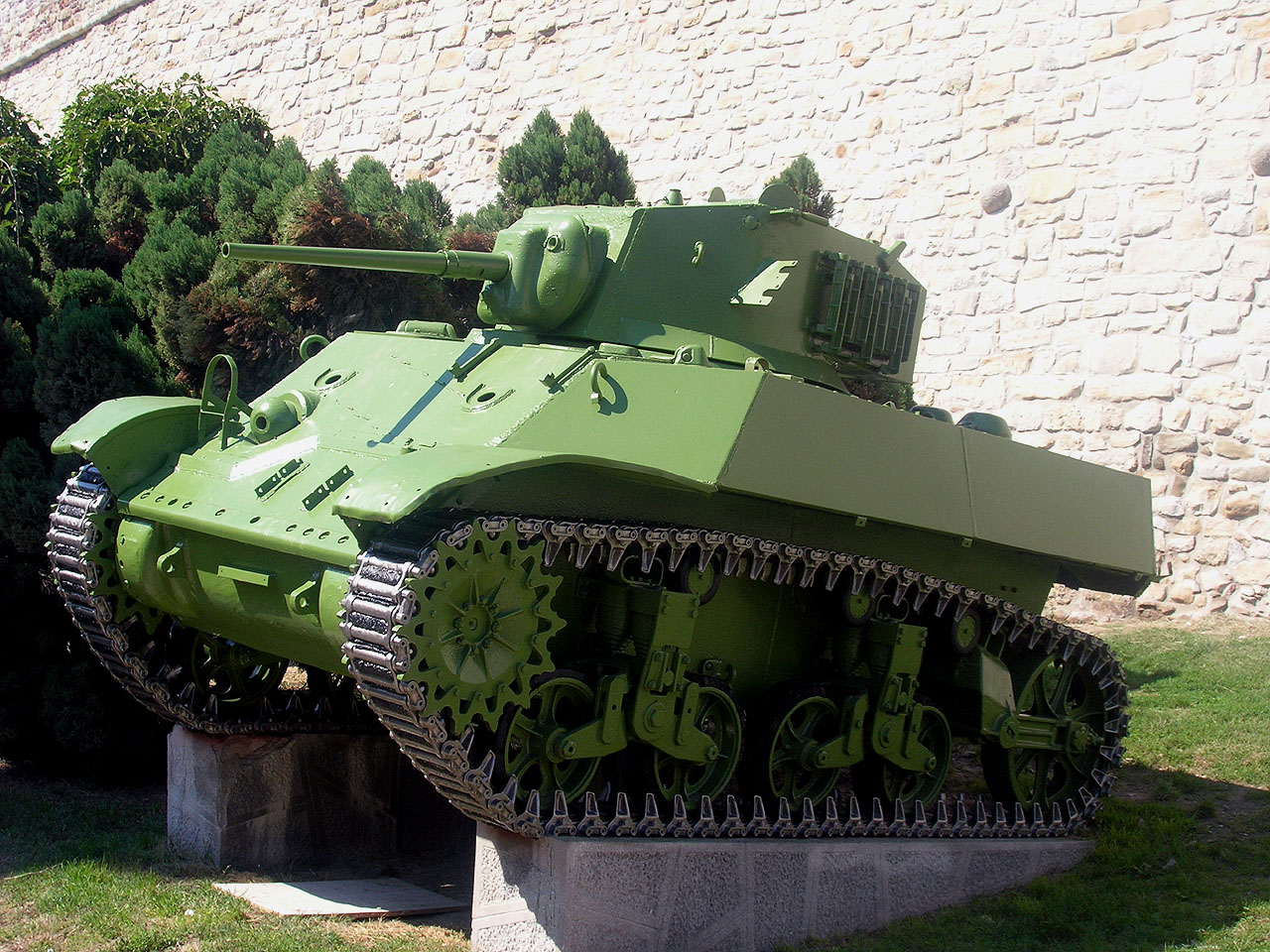
M3A3 au musée militaire de Belgrade en Serbie.

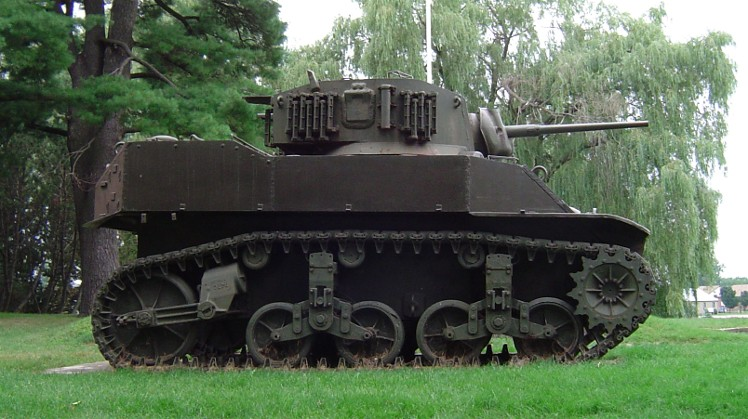
M5A1 au musée des blindés de Worthington.

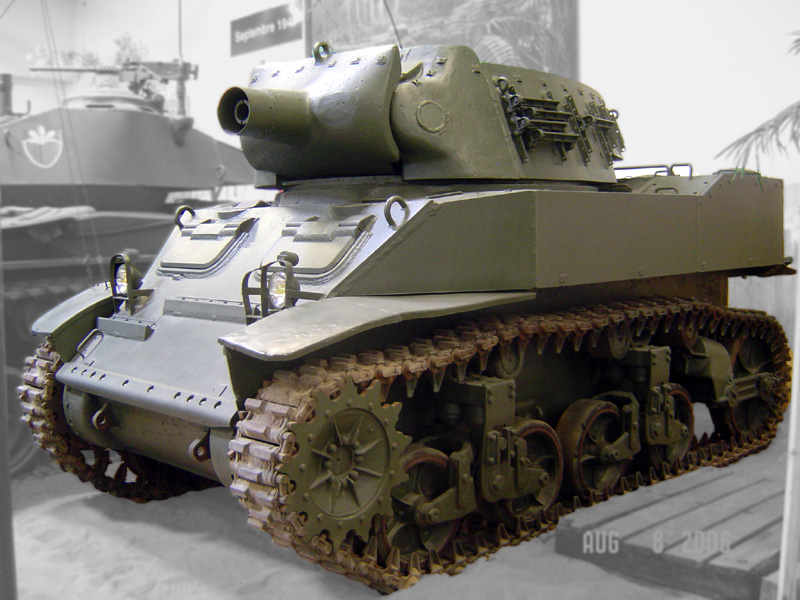
M8 Howitzer Motor Carriage visible au musée des blindés de Saumur.

- M3 (désigné Stuart I dans l’armée britannique). 5 811 véhicules produits.
  - Certains M3 furent équipés d’un moteur diesel Guiberson et furent alors désignés Stuart II.
- des versions tardives de M3 reçurent des tourelles de M3A1 et furent appelées Stuart Hybrid.
- M3A1 (Stuart III). 4 621 produits.
  - Nouvelle tourelle sans coupole, installation d’un stabilisateur de tir vertical et suppression des mitrailleuses sur rotule.
  - Certains M3A1 furent motorisés par le moteur diesel Guiberson et furent désignés Stuart IV.
- M3A3 (Stuart V). 3 427 produits.
  - Modification des M3 en y ajoutant des éléments du M5. Blindage incliné.
- M5 (Stuart VI). 2 075 produits.
  - Moteurs jumeaux Cadillac. Coque redessinée, augmentant le volume du compartiment moteur. Tourelle des M3A1.Certains exemplaires furent convertis en version guerre psychologique par montage sur la tourelle d'un haut-parleur invitant les ennemis à se rendre, cette version fut engagée en France et en Allemagne 1944-45.
- M5A1 (Stuart VI). 6 810 produits.
  - M5 avec tourelle des M3A3, version la plus utilisée par l’US Army en 1943.
- Howitzer Motor Carriage M8. 1 778 produits.
  - Basé sur le châssis du M5. Remplacement du canon de 37 mm par un obusier de 75 mm sur une tourelle ouverte. Ajout d’un crochet d’attelage afin de pouvoir tirer une remorque contenant ses munitions. Version destinée aux divisions de cavalerie légères.
- 75 mm Howitzer Motor Carriage M8A1.
  - M8 HMC mais basé sur le châssis des M5A1.
- T18 75 mm Howitzer Motor Carriage.
  - Canon 75 mm M1A1 pack howitzer autopropulsé, basé sur le châssis du M3. Le projet commença en septembre 1941 et fut abandonné en avril 1942. Seuls 2 exemplaires furent réalisés, la production s’orienta alors sur le 75 mm Howitzer Motor Carriage M8.
- T82 Howitzer Motor Carriage.
  - Même armement que le précédent mais monté sur le châssis du M5A1, Annulé en 1945.
- T56 3in Gun Motor Carriage.
  - Canon 3-inch M1918 (76,2 mm) automoteur basé sur le châssis du M3A3, le moteur migra vers le centre de la coque et le canon fut placé en position centrale arrière. Le projet commença en septembre 1942 et fut abandonné en février 1943.
- T57 3in Gun Motor Carriage.
  - Identique au T56 mais avec le moteur Continental utilisé par les chars moyen M3 Lee/Grant.
- T27 / T27E1 81 mm Mortar Motor Carriage.
  - M5A1 sans tourelle avec un mortier de 81 mm et une mitrailleuse de 12,7 mm, abandonné en avril 1944 car peu pratique pour les équipages et souffrant d’un manque de place évident pour le stockage des munitions.
- T29 4.2in Mortar Motor Carriage.
  - Idem T27 mais armé d’un mortier de 4,2 in (107 mm), rejeté pour les mêmes raisons.
- T81 Chemical Mortar Motor Carriage
  - Idem T29 mais mortier à obus chimique, jamais réalisé.
- M3 avec tourelle Maxson.
  - Version de soutien antiaérien développée en 1942. Nouvelle tourelle armée de 4 mitrailleuses de 12,7 mm, projet rejeté au profit du half-track M3 version M16 MGMC.
- 40 mm Gun Motor Carriage T65.
  - M5A1 armé d’un canon Bofors de 40 mm, commandé en grand nombre mais annulé au profit du même armement mais sur un châssis de M24 Chaffee.
- 20 mm Multiple Gun Motor Carriage T85.
  - M5A1 avec tourelle de 4 canons Oerlikon de 20 mm destiné au soutien antiaérien.
- M3 / M5 Command Tank.
  - M3 / M5 sans tourelle, remplacé par une mitrailleuse de 12,7 mm et système radio amélioré.
- T8E1 Véhicule de reconnaissance .
  - M5 sans tourelle avec mitrailleuse de 12,7 mm sur affût.
- M3 avec le système de déminage T2.
  - Développé en 1942 mais rejeté par la suite.
- M3/M3A1 avec le Satan Flame-gun.
  - Remplacement du canon principal par un lance-flammes. 20 tanks convertis pour l’US Marine Corps en 1943.
- M3A1 avec lance-flammes E5R2-M3 .
  - mitrailleuse de coque remplacée par un lance-flammes modèle E5R2-M3.
- M5 Dozer.
  - M5 bulldozer, les tourelles furent généralement retirées.
- M5 avec lancer de roquettes T39.
  - M5 avec lanceur de 20 roquettes T39 de 7,2 pouces sur la tourelle, resté à l’état de prototype.
- M5A1 avec lance-flammes E7-7 .
  - Remplacement du canon par un lance-flammes E7-7.
- M5A1 avec lance-flammes E9-9.
  - M5A1 avec lance-flammes modèle E9-9, resté à l’état de prototype.
- M5A1 with E8 Flame-gun.
  - Tourelle remplacée par une autre spécialement conçue pour recevoir le lance-flammes E8, resté à l’état de prototype.
- M.82
- Howitzer sur affût motorisé M82, automoteur expérimental sur châssis M.5, il ne dépassa pas le stade de prototype.

### Caractéristiques du M5
- Équipage : 4 hommes
- Armement : 1 canon de 37 mm M6 et 2 Browning M1919A4 de .30-06 US (7,62 mm) comme mitrailleuses coaxiales et de DCA
- Blindage : 12 à 67 mm
- Longueur : 4,34 m
- Largeur : 2,3 m
- Hauteur : 2,25 m
- Masse au combat : 15 t
- Motorisation : Cadillac Twin (2 V-8 à essence refroidis par eau) développant 242 ch (178 kW)
- Puissance massique : 16,1 ch/t
- Vitesse : 58 km/h sur route et  30 km/h en tout terrain
- Autonomie sur route : 160 km
- Passage de gué : 0,9 m

### Versions spéciales britanniques
- Stuart Kangaroo.

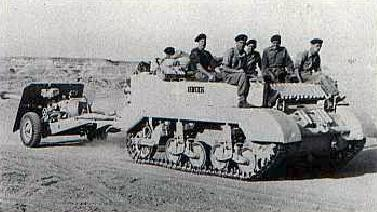
Stuart Kangaroo tractant un 17-pdr. (1942)

  - Transport de troupe blindé basé sur le M3 sans tourelle et en y ajoutant des places assises.
- Stuart Recce.
  - Véhicule de reconnaissance basé sur des M3 sans tourelle.
- Stuart Command.
  - Kangaroo avec un système radiophonique embarqué amélioré.

### Versions spéciales brésiliennes

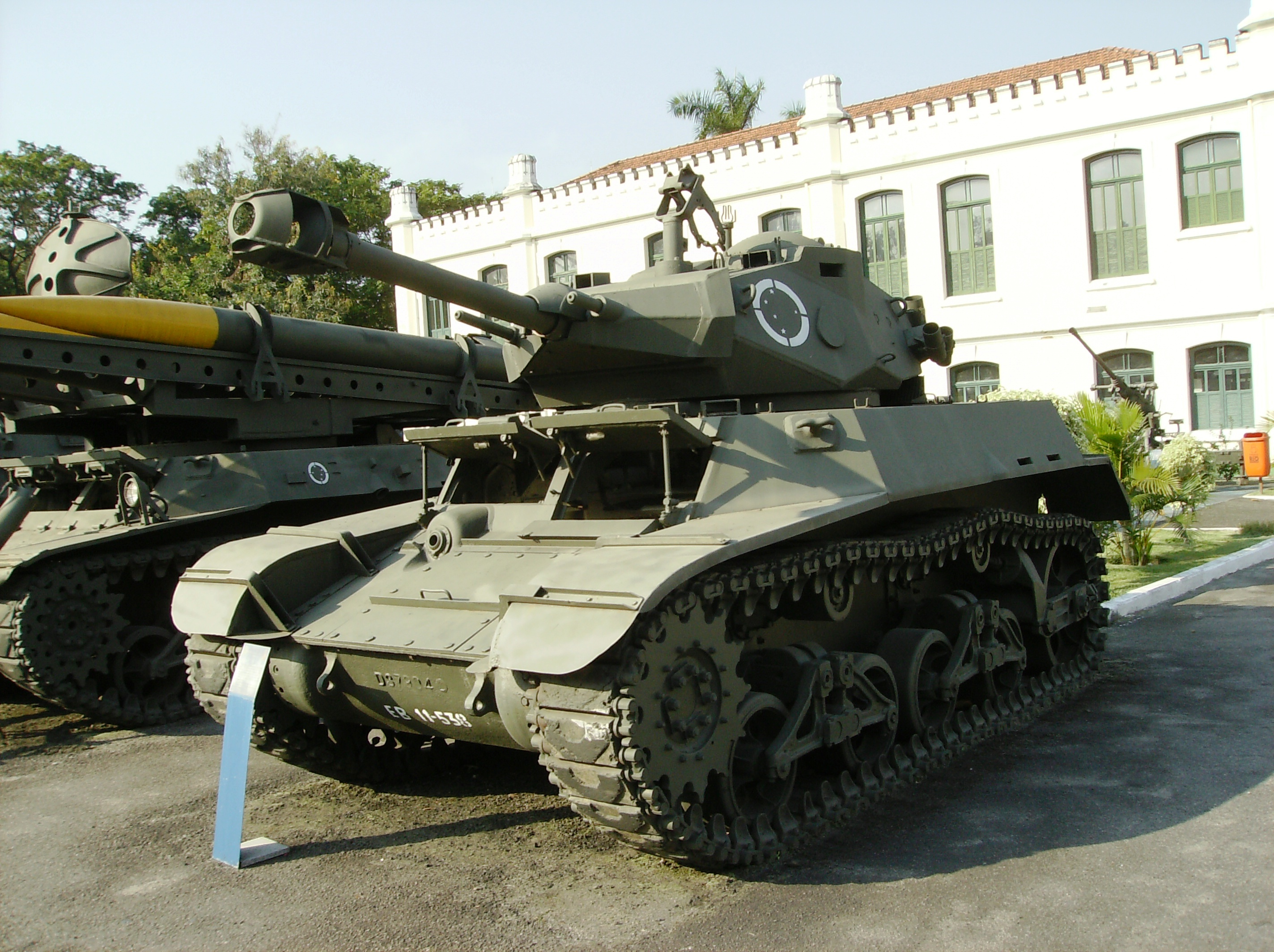
X1 au Musée militaire Conde de Linhares à Rio de Janeiro.

Dans les années 1970, la compagnie brésilienne Bernardini développa une série d’améliorations importantes pour mettre à jour leur parc de Stuart.
- X1.
  - Version basé sur le M3A1, équipée d’un moteur diesel Saab-Scania de 280 ch, de nouvelles suspensions, d’un nouveau blindage de la coque, d’un canon DEFA de 90 mm  dans une nouvelle tourelle et d’un système de tir moderne et une mitrailleuse de 12,7 mm. Cette nouvelle version avait une masse de 19 tonnes, une longueur de 6,04 m (canon en avant), 2,4 m de large et 2,45 m de haut. 80 véhicules furent produits.
- X1A1.
  - Prototype d’amélioration des X1 en changeant les suspensions avec 3 boggies (au lieu de 2) de chaque côté du char, aucun exemplaire produit en série.
- X1A2.
  - Basée sur les X1A1, cette version n’avait plus rien à voir avec les M3 car la coque fut redessinée, la masse du char fut portée à 19 tonnes, un équipage de 3 hommes, un canon de 90 mm et un moteur Saab-Scania de 300 ch. 30 véhicules produits entre 1979 et 1983.

## Pays utilisateurs
De nombreuses armées ont utilisé des Stuart reçus dans le cadre du Lend-Lease, sous forme de don  ou après les avoir capturés :

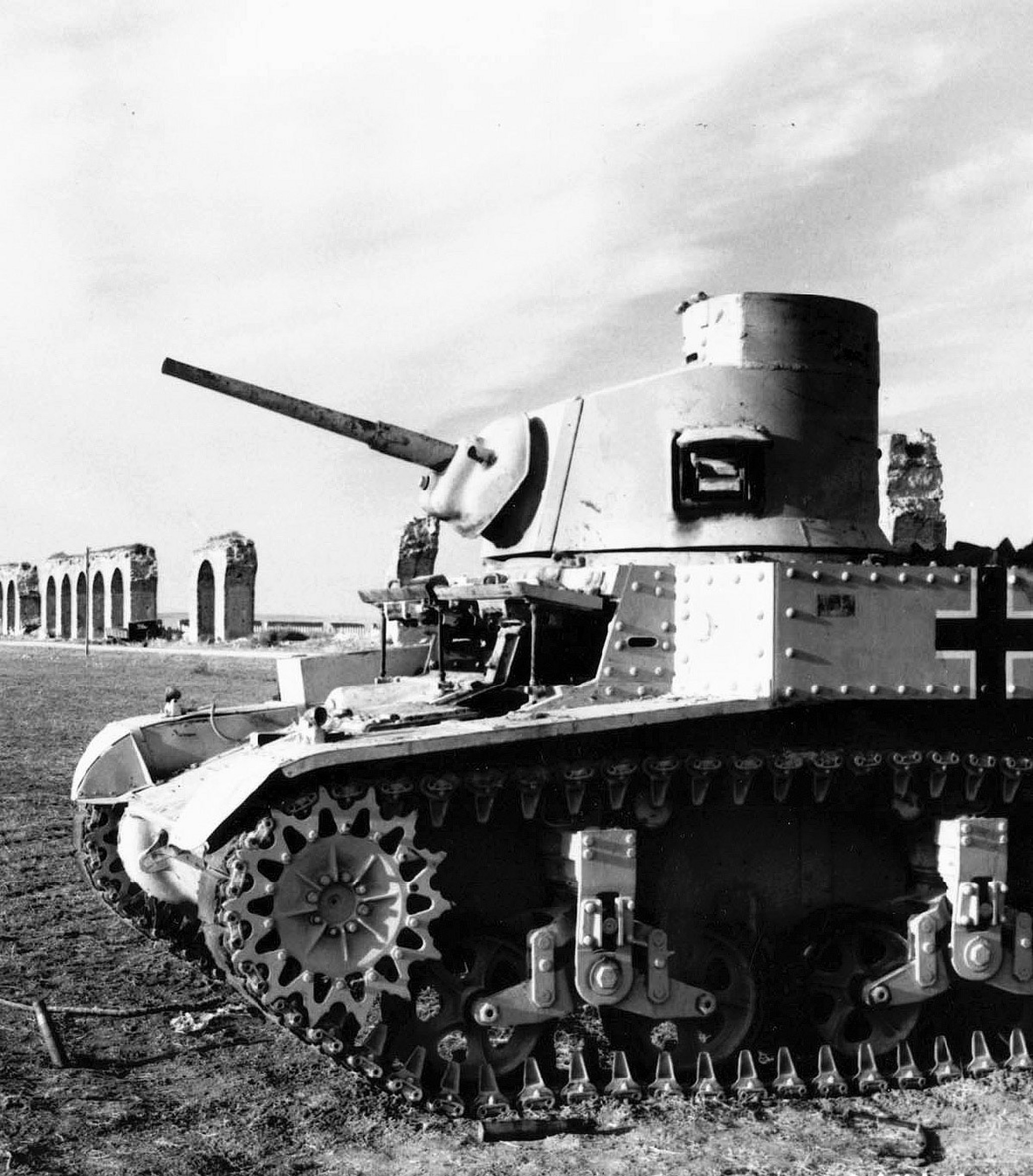
M3 Stuart capturé à la bataille de Kasserine en 1943 en Tunisie.

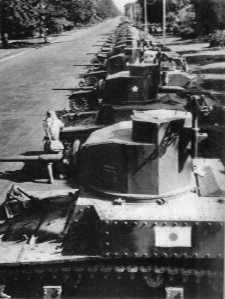
M3 Stuart capturés en service dans l'armée japonaise.

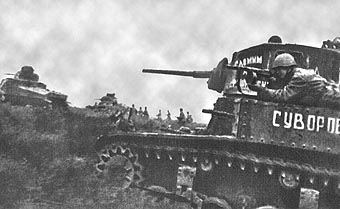
M3 Stuart Soviétique à Stalingrad.

- Union d'Afrique du Sud : En 1943, l'Afrique du Sud reçut 88 Stuart depuis les États-Unis, ils furent définitivement retirés du service en 1968[6].
- Reich allemand : Des M3 capturés furent utilisés comme Beutepanzer sous la désignation "Pz.Kpfw. M3 740 (a)", certains auraient été équipés de canons PaK 36 de 37 mm[7].
- Australie : L'Australie reçut environ 370 Stuart du Royaume-Uni et des États-Unis[8].
- Belgique
- Brésil : 547 M3 et M3A1 perçus à partir du 7 septembre 1941[9].
- Canada
- Chili : Au moins 30 Stuart M3 à M3A3 reçus sous Lend-Lease[10].
- République de Chine : Au moins 100 Stuart M3 à M3A3 reçus sous Lend-Lease[10].
- Chine
- Colombie : Au moins 12 Stuart M3 à M3A3 reçus sous Lend-Lease[10].
- Cuba : Au moins 12 Stuart M3 à M3A3 reçus sous Lend-Lease[10].
- Équateur : Au moins 42 Stuart M3 à M3A3 reçus sous Lend-Lease[10].
- États-Unis
- France libre puis  France : Au moins 651 chars de différents modèles du M3A1 au M5A1 furent livrés de 1941 à 1944 puis utilisés jusque dans les années 1950[11],[2],[1],[12].
- Grèce
- Guatemala : Au moins 6 Stuart M3 à M3A3 reçus sous Lend-Lease[10].
- Haïti : Au moins 3 Stuart M3 à M3A3 reçus sous Lend-Lease[10].
- Royaume de Hongrie : 4 Stuart furent capturés à l'URSS en 1942[13].
- Inde[1],[12]
- Indonésie : Après l'indépendance, l'Indonésie reçut des Stuart de l'armée néerlandaise, ils furent utilisés dans des missions de contre-insurrection jusque dans les années 1960[14],[15].
- Italie : En 1949, l'Italie reçut des M3A3 désignés « Carro Armato Leggero M3A3 » dans l'armée italienne, ils furent utilisés en Somalie[16].
- Empire du Japon : Des Stuart furent capturés par le Japon en 1942 lors des combats dans les Philippines[17].
- Mexique : Au moins 24 Stuart M3 à M3A3 reçus sous Lend-Lease[10].
- Nicaragua : Au moins 3 Stuart M3 à M3A3 reçus sous Lend-Lease[10].
- Nouvelle-Zélande : La Nouvelle-Zélande reçut des M3 à partir de 1942[18].
- Pakistan[12]
- Paraguay : En 1970, le Brésil offre 15 Stuart, en 2016, 5 M3 et 5 M3A1 étaient toujours en service en tant que chars d'entrainement[19],[20].
- Pays-Bas : Au moins 50 Stuart reçus sous Lend-Lease[10].
- Pérou : Au moins 30 Stuart M3 à M3A3 reçus sous Lend-Lease[10].
- Portugal : Le Portugal reçut 80 M5A1 en 1957 dont 3 furent employés en Angola, puis ils furent retirés du service en 1984[1].
- Royaume de Roumanie : Une vingtaine de Stuart furent capturés à l'URSS après avoir été abandonnés en 1943, ils entrèrent en service dans l'armée roumaine fais furent rapidement retirés a cause d'un manque de pièces de rechange.
- Royaume-Uni : Au moins 6 923 Stuart fournis à l'Empire britannique (Royaume-Uni et Commonwealth) sous Lend-Lease[10] plus des « honey » de production nationale.
- Salvador : Au moins 6 Stuart M3 à M3A3 reçus sous Lend-Lease[10], ils furent utilisés lors de la Guerre des Cent Heures[21].
- Turquie
- Union soviétique : Au moins 1 681 Stuart reçus sous Lend-Lease[10] ils furent utilisés au combat jusqu'en 1944[1].
- Uruguay : 56 Stuart M3A1 reçus des États-Unis et retirés du service en 2001[22].
- Venezuela : Au moins 18 Stuart M3 à M3A3 reçus sous Lend-Lease[10].
- Yougoslavie : Les britanniques fournirent au moins 56 M3A1 et M3A3 aux partisans yougoslaves qui les utilisèrent parfois modifié, notamment avec des Pak 40 de 75 mm ou des tourelles antiaériennes Flakvierling 38 de 4 × 20 mm. Des Stuart furent utilisés par la Yougoslavie jusque dans les années 1960[23].